# Felt (banda)
Felt fue una banda inglesa de indie pop, formada en 1979 en Water Orton, Warwickshire, y dirigida por el monónimo Lawrence. Estuvieron activos durante la década de 1980, lanzando diez sencillos y diez álbumes. El nombre de la banda está inspirado en el énfasis de Tom Verlaine en la palabra "felt" en la canción de Television "Venus" (estribillo: "How we felt (did you feel low?)/Not at all (huh???)/I fell right into the arms of Venus de Milo").
Felt han sido citados como influencia por Stuart Murdoch de Belle and Sebastian y Tim Burgess de The Charlatans, así como por las bandas de rock alternativo Manic Street Preachers, Girls y The Tyde.

## Historia
Lawrence fundó la banda en 1979 con el lanzamiento del sencillo "Index", una grabación en solitario autopublicada. Este, a diferencia de los discos posteriores, sería galardonado como sencillo de la semana por Dave McCullough en el periódico musical Sounds.
Con Lawrence haciéndose cargo inicialmente de la voz y la guitarra, su fecha de formación  estrictamente hablando, es 1980, con las incorporaciones de su amigo Nick Gilbert a la batería y del guitarrista local Maurice Deebank. Al convertirse en coautor de las canciones junto a Lawrence, el estilo jangle de Deebank de influencia clásica daría lugar al sonido característico de la banda en sus primeros años.
La banda actuaría como un trío antes de decidir que necesitaban un bajo. Gilbert se pasó al bajo y esto dio lugar a que entrase en el grupo el baterista Tony Race. Este fue reemplazado poco después por Gary Ainge, quien seguiría siendo el único miembro constante junto a Lawrence durante el resto de la existencia de Felt, así como el único miembro que tocará en los diez álbumes.
Felt firmó con Cherry Red Records y su primer sencillo como banda, "Something Sends Me to Sleep", fue lanzado en 1981. Su primer álbum, Crumbling the Antiseptic Beauty, fue publicado al año siguiente. Gilbert abandonó el grupo y fue reemplazado en el bajo por Mick Lloyd. La formación de la banda se mantendría sin cambios a través de sus siguientes dos álbumes, The Splendour of Fear y The Strange Idols Pattern and Other Short Stories. En 1982, la canción de Felt "My Face Is on Fire" apareció en el recopilatorio más vendido de Pillows & Prayers.
En 1985, para la grabación de su cuarto álbum, se incorporó el teclista Martin Duffy convirtiéndose Marco Thomas en el bajista. Ignite the Seven Cannons fue producido por Robin Guthrie de los Cocteau Twins y contó con Elizabeth Fraser en el sencillo "Primitive Painters". La canción alcanzó el puesto más alto de la lista de sencillos independientes del Reino Unido.
Deebank abandonó poco después, lo que provocó un cambio en el sonido de Felt al ganar cada vez más importancia los teclados de Duffy. El puesto de guitarra principal, por su parte, sería posteriormente ocupado por una sucesión de intérpretes en permanente cambio.
La banda se trasladó a Creation Records en 1986 y lanzó Let the Snakes Crinkle Their Heads to Death, el primero de dos álbumes instrumentales que grabarían. Su siguiente álbum, Forever Breathes the Lonely Word, consistió en una colección convencional de canciones que conseguiría el reconocimiento general para la banda y que, para muchos de sus seguidores, sería considerado su mejor disco.
En 1989 Lawrence declaró que su intención durante todo el tiempo había sido lanzar diez sencillos y diez álbumes en diez años y, habiendo hecho esto, anunció el final de Felt. Después de lanzar su último álbum, Me and a Monkey on the Moon, y realizar una gira corta, la banda se separó. Lawrence pasó a formar Denim y más tarde, Go Kart Mozart. Duffy se unió a Primal Scream. Ainge pasaría a tocar con Vic Godard. Mick Lloyd murió en 2016. El bajista posterior, Mick Bund, murió en 2017.
En 2018 Cherry Red reeditó los diez álbumes de Felt en CD y vinilo con nuevas mezclas de canciones, así como con listas de canciones y diseños gráficos revisados .

## Miembros
- Lawrence – voz y guitarra (1979-1989)
- Maurice Deebank – guitarra (1980-1985)
- Nick Gilbert – bajo y batería (1980-1981)
- Tony Race – batería (1980-1981)
- Gary Ainge – batería y percusión (1981-1989)
- Martin Duffy – teclados (1985-1989)
- Mick Lloyd – bajo (1982-1984; fallecido en 2016)
- Marco Thomas – guitarra y bajo (1985-1987)
- Mick Bund – bajo (1988; fallecido 2017)

## Discografía

### Álbumes de estudio
- Crumbling the Antiseptic Beauty (1982), Cherry Red
- The Splendour of Fear (1984), Cherry Red
- The Strange Idols Pattern and Other Short Stories (1984), Cherry Red
- Ignite the Seven Cannons (1985), Cherry Red
- Let the Snakes Crinkle Their Heads to Death (1986), Creation – retitulado The Seventeenth Century en la reedición de 2018
- Forever Breathes the Lonely Word (1986), Creation
- Poem of the River (1987), Creation
- The Pictorial Jackson Review (1988), Creation
- Train Above the City (1988), Creation
- Me and a Monkey on the Moon (1989), él

### Recopilatorios
- Gold Mine Trash (1987), Cherry Red
- Bubblegum Perfume (1990), Creation
- Absolute Classic Masterpieces (1992), Cherry Red
- Absolute Classic Masterpieces Volume II (1993), Creation
- Stains on a Decade (2003), Cherry Red

### Sencillos
- "Index" (septiembre de 1979), Shanghai Records – lanzamiento independiente por Lawrence bajo el nombre de Felt
- "Something Sends Me to Sleep" (julio de 1981), Cherry Red
- "My Face Is on Fire" (septiembre de 1982), Cherry Red
- "Penelope Tree" (junio de 1983), Cherry Red
- "Mexican Bandits" (marzo de 1984), Cherry Red
- "Sunlight Bathed the Golden Glow" (julio de 1984), Cherry Red
- "Primitive Painters" (agosto de 1985), Cherry Red
- "Ballad of the Band" (mayo de 1986), Creation
- "Rain of Crystal Spires" (septiembre de 1986), Creation
- "The Final Resting of the Ark" (septiembre de 1987), Creation
- "Space Blues" (agosto de 1988), Creation
- "Get Out of My Mirror" (octubre de 1989), él – flexidisc gratuito

### Vídeos
- A Declaration (DVD, 2003), Cherry Red – concierto en directo, ULU, febrero de 1987